# Robertus frivaldszkyi
Robertus frivaldszkyi là một loài nhện trong họ Theridiidae.
Loài này thuộc chi Robertus. Robertus frivaldszkyi được miêu tả năm 1894 bởi Chyzer.